# Jacques Hnizdovsky
Jacques Hnizdovsky (en ukrainien : Яків Гніздовський, en polonais :  Jakób Gniazdowski, en croate : Jakiv Hnizdovskij), né le 27 janvier 1915 dans la région de Tarnopol (alors en Autriche-Hongrie) et mort le 8 novembre 1985  à New York, est un artiste peintre, graveur, sculpteur, dessinateur d’ex-libris, et illustrateur de livres.

## Biographie
Jacques Hnizdovsky est né en Ukraine occidentale à Piliptche (uk) (Raïon de Borchtchiv), dans une famille gréco-catholique noble portant le blason Korab.
Il a commencé à l'Académie des Beaux-Arts de Varsovie des études d'art interrompues par la guerre et poursuivies à Zagreb (Yougoslavie). Après la Deuxième Guerre mondiale, en 1949, il part pour les États-Unis.
À New York il produit des centaines de peintures et plus de 350 estampes (gravures sur bois et sur linoléum, eaux-fortes). Il a été inspiré par les gravures sur bois du Japon et d'Albrecht Dürer. Ces influences sont visibles dans ses premières gravures et peuvent être consultés dans les pages de son site (ses réflexions et ses gravures sur bois). Il a imprimé lui-même la plus grande partie de ses gravures sur bois (à l'exception des affiches d’expositions) sur papier japonais appelé washi, qui en anglais est traduit par erreur par « papier de riz », alors qu'en fait, il est fait main à partir d’un arbuste de mûrier, également connu sous le nom de Broussonetia papyrifera.
Jacques Hnizdovsky dans ses gravures représente souvent des plantes et des animaux. La raison principale de ce choix est qu’à son arrivée aux États-Unis, il manquait de fonds pour payer un modèle. Vivant près du Zoo du Bronx et du Bronx Botanic Garden, substituer les animaux et les arbres à la forme humaine est devenu plus tard son plus grand plaisir. Il était bien connu dans tous les jardins botaniques à New York, où il trouvait ses sujets prêts à poser sans demander aumône. Au Zoo du Bronx, il avait également trouvé de nombreux modèles disposés à poser, comme il l'écrira, for peanuts (pour rien). Lorsque Andy, l'orang-outang qui a ouvert la Chambre des singes du Zoo du Bronx, alors qu'il était juste un bébé, est mort d’une  crise cardiaque, le Zoo du Bronx a téléphoné immédiatement pour acheter la gravure sur bois le représentant. Le Zoo du Bronx avait en 1960 une petite ferme ou les écoliers pouvaient voir des brebis. Hnizdovsky y faisait de nombreuses visites et la brebis est devenue la plus connue de ses tirages, et a illustré l'affiche de son exposition très réussie à la Lumley Cazalet Gallery de Londres. Cette affiche peut être vue dans la cuisine, dans une scène du film The Hours.
J. Hnizdovsky a largement exposé et ses œuvres sont dans les collections permanentes de nombreux musées, d’institutions, de bibliothèques. Une grande partie de ses archives sont en permanence à la Division Slave et Balte de la Librairie Publique de New York. Le musée des beaux-arts de Boston a une grande collection de ses tirages.

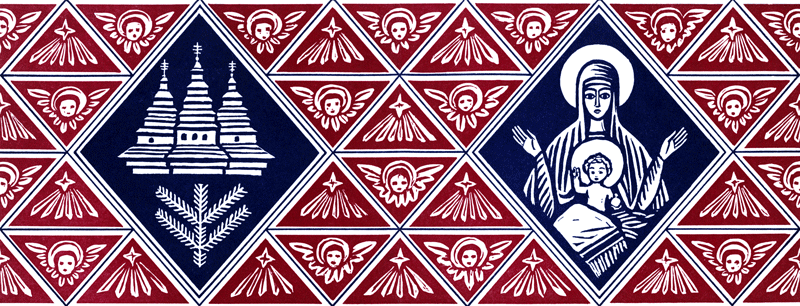
Carte de Noël
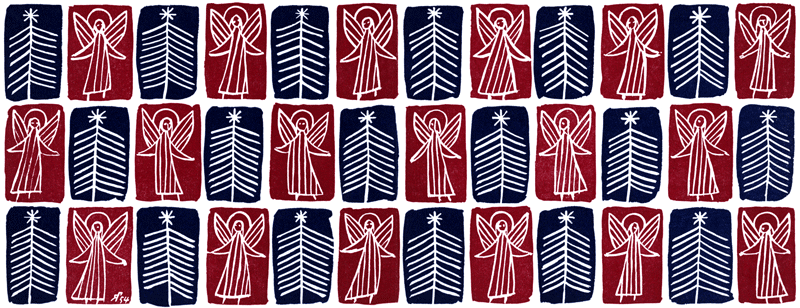
Carte de Noël
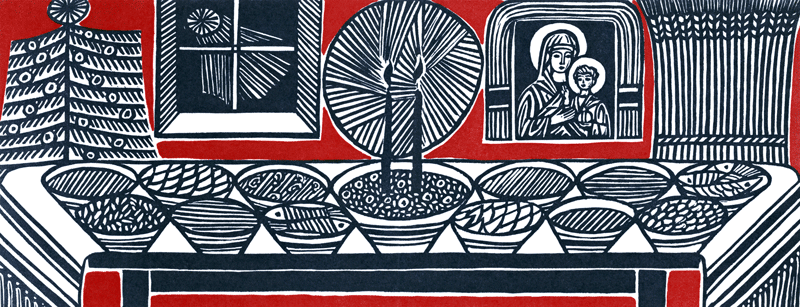
Carte de Noël
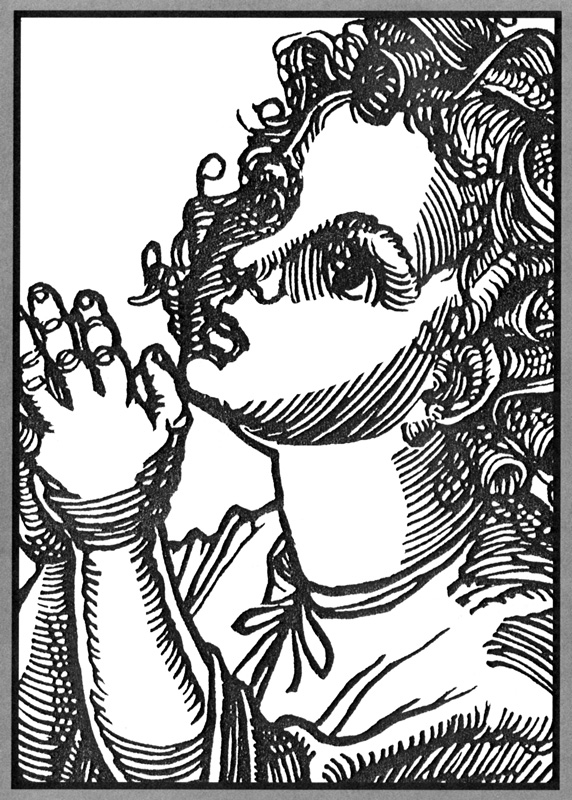
Prier enfant note carte
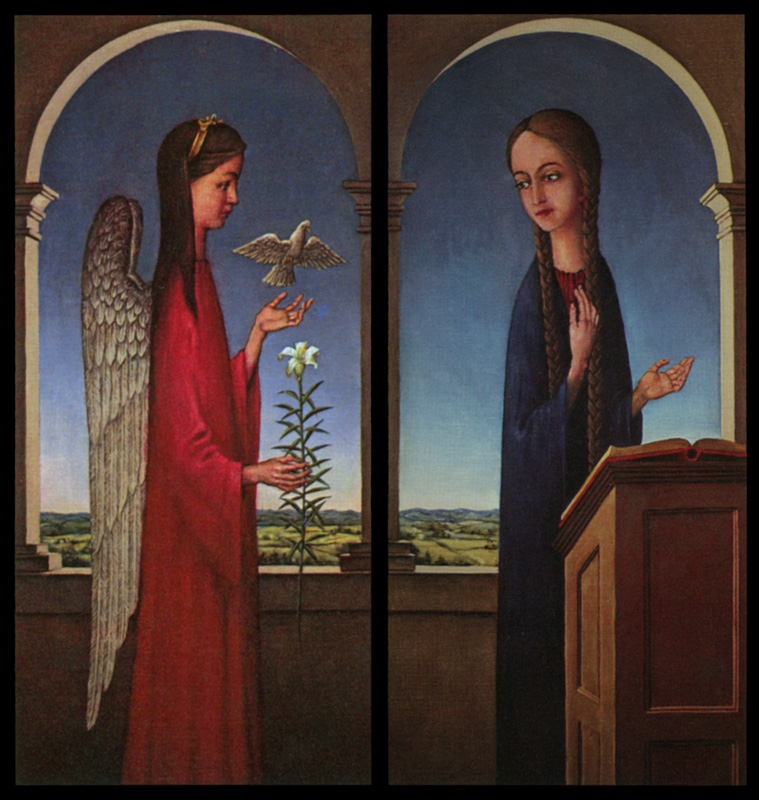
Annonciation carte
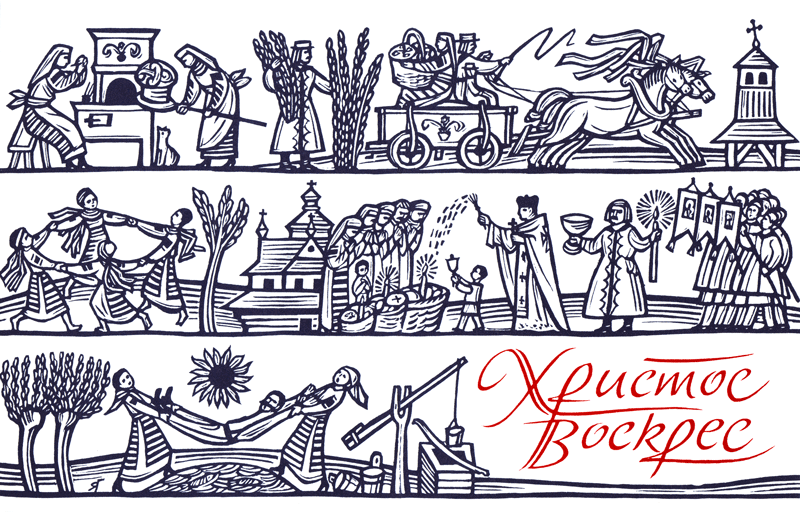
Carte de Pâques
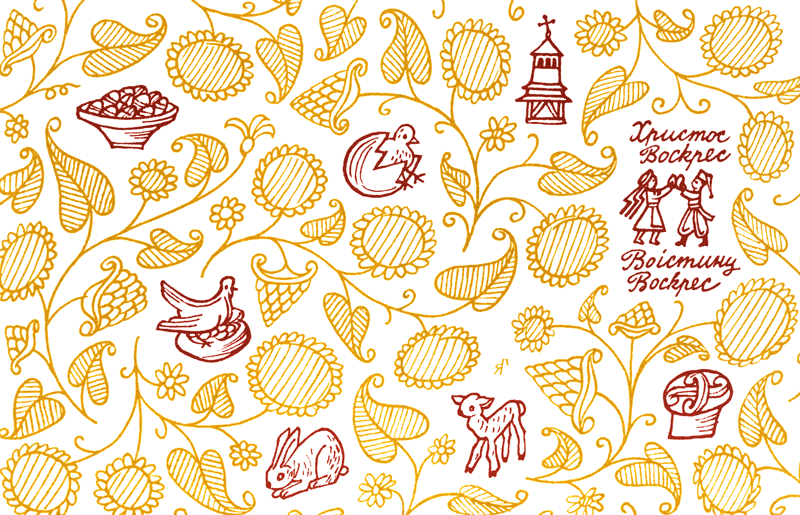
Carte de Pâques
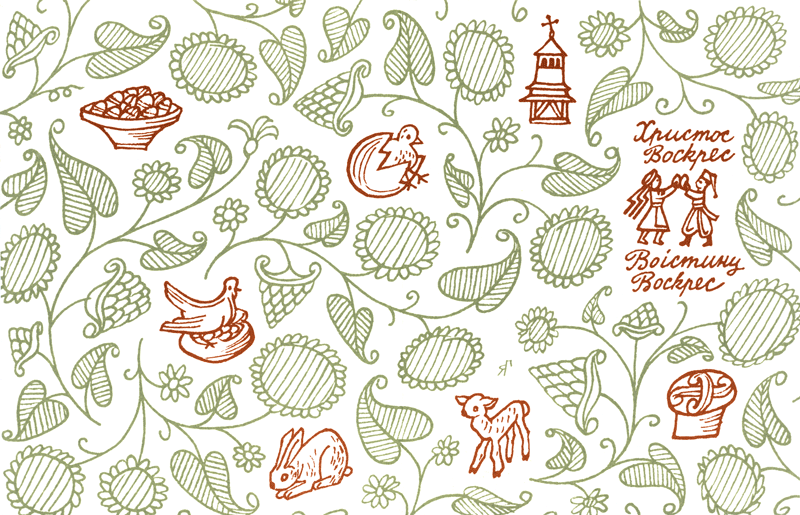
Carte de Pâques

## Liste partielle des livres illustrés par Jacques Hnizdovsky
- The Poems of John Keats, 1964
- The Poems of Samuel Taylor Coleridge, 1967
- Tree Trails of Central Park, 1971
- Flora Exotica, 1972
- The Poems of Thomas Hardy, 1979
- The Traveler’s Tree, 1980
- The Poetry of Robert Frost, 1981
- Signum Et Verbum, 1981
- A Green Place, 1982
- Birds and Beasts, 1990
- Behind the King’s Kitchen, 1992
- The Girl in Glass, 2002
- The Adventurous Gardener, 2005